# Ценогастроподы
Ценогастроподы (лат. Caenogastropoda) — подкласс брюхоногих моллюсков, объединяющий большинство морских и многих пресноводных улиток, а также небольшое количество пресноводных видов, сохранивших жабру. Распространены во всех морях и океанах. Составляют 60 процентов общего числа улиток. Различают 115 семейств.

## Классификация
- Отряд Architaenioglossa Haller, 1890
  -     - Надсемейство Ampullarioidea J.E. Gray, 1824
      - Семейство Ampullariidae
      - Семейство Viviparidae

    - Надсемейство Cyclophoroidea J.E. Gray, 1847
      - Семейство Cyclophoridae
      - Семейство Diplommatinidae
- Отряд Sorbeoconcha Ponder & Lindberg, 1997
  - Подотряд Discopoda P. Fischer, 1884
    - Надсемейство Campaniloidea Douvillé, 1904
      - Семейство Campanilidae

    - Надсемейство Cerithioidea Férussac, 1822
      - Семейство Batillariidae
      - Семейство Cerithiidae
      - Семейство Litiopidae
      - Семейство Melanopsidae
      - Семейство Modulidae
      - Семейство Pachychilidae
      - Семейство Planaxidae
      - Семейство Pleuroceridae
      - Семейство Potamididae
      - Семейство Scaliolidae
      - Семейство Semisulcospiridae
      - Семейство Thiaridae
      - Семейство Turritellidae

  - Отряд Hypsogastropoda Ponder & Lindberg, 1997
  - Инфраотряд Littorinimorpha Golikov et Starobogatov, 1975
    - Надсемейство Calyptraeoidea Lamarck, 1809
      - Семейство Calyptraeidae

    - Надсемейство Capuloidea J. Fleming, 1822
      - Семейство Capulidae

    - Надсемейство Carinarioidea Blainville, 1818
      - Семейство Carinariidae

    - Надсемейство Cingulopsoidea Fretter & Patil, 1958
    - Надсемейство Cypraeoidea Rafinesque, 1815
      - Семейство Cypraeidae
      - Семейство Lamellariidae

    - Надсемейство Ficoidea Meek, 1864
      - Семейство Ficidae

    - Надсемейство Laottierinoidea Warén & Bouchet, 1990
    - Надсемейство Littorinoidea (Children), 1834
      - Семейство Littorinidae

    - Надсемейство Naticoidea Forbes, 1838
      - Семейство Naticidae

    - Надсемейство Rissooidea J.E. Gray, 1847
      - Семейство Amnicolidae
      - Семейство Anabathridae
      - Семейство Assimineidae
      - Семейство Baicaliidae
      - Семейство Benedictiidae
      - Семейство Bithyniidae
      - Семейство Cochliopidae
      - Семейство Elachisinidae
      - Семейство Emmericiidae
      - Семейство Hydrobiidae
      - Семейство Pomatiopsidae
      - Семейство Rissoidae
      - Семейство Stenothyridae
      - Семейство Truncatellidae

    - Надсемейство Stromboidea Rafinesque, 1815
    - Надсемейство Tonnoidea Suter, 1913
      - Семейство Cassidae
      - Семейство Tonnidae

    - Надсемейство Trivioidea Troschel, 1863
    - Надсемейство Vanikoroidea J.E. Gray, 1840
      - Семейство Hipponicidae
      - Семейство Vanikoridae

    - Надсемейство Velutinoidea J.E. Gray, 1840
      - Семейство Velutinidae

    - Надсемейство Vermetoidea Rafinesque, 1815
      - Famiglia Vermetidae

    - Надсемейство Xenophoroidea Troschel, 1852

  - Инфраотряд Ptenoglossa J.E. Gray, 1853
    - Надсемейство Eulimoidea Philippi, 1853
      - Семейство Eulimidae

    - Надсемейство Janthinoidea Lamarck, 1812
      - Семейство Epitoniidae
      - Семейство Janthinidae

    - Надсемейство Triphoroidea J.E. Gray, 1847
      - Семейство Cerithiopsidae

  - Инфраотряд Neogastropoda Thiele, 1929
    - Надсемейство Buccinoidea
      - Семейство Buccinidae
      - Семейство Nassariidae

    - Надсемейство Cancellarioidea Forbes & Hanley, 1851
    - Надсемейство Conoidea Rafinesque, 1815
      - Семейство Conidae

    - Надсемейство Muricoidea Rafinesque, 1815
      - Семейство Muricidae